# وینیانلو
وینیانلو (به ایتالیایی: Vignanello) یک کومونه در ایتالیا است که در استان ویتربو واقع شده‌است. وینیانلو ۲۰٫۵ کیلومتر مربع مساحت و ۴٬۷۲۴ نفر جمعیت دارد و ۳۶۹ متر بالاتر از سطح دریا واقع شده‌است.